# 大阪市立玉川小学校
大阪市立玉川小学校（おおさかしりつ たまがわしょうがっこう）は、大阪府大阪市福島区にある公立小学校。
大阪市福島区玉川を校区とし、校区内には高層住宅が多く立地している。1874年に創立し、現在の福島区の区域では最初に設置された小学校でもある。

## 沿革
明治時代初期の学制発布に伴い、1873年8月に第三大学区内大阪府管内第三中学区西成郡第三区第六番小学校として、当時の西成郡野田村に創立した。校名は数度の変遷を経て、明治時代中期には玉川尋常高等小学校となった。
当初は野田村・極楽寺（現在の福島区玉川4丁目）に仮校舎を設置していたが、1882年2月には児童数増加のため野田恵美須神社内に移転している。
さらに大阪市編入後の1898年9月には北区西野田草開町（現在の福島区玉川3丁目付近）へ、1916年7月には北区西野田亀甲南之町（現在の福島区玉川2丁目付近）へ移転した。
地域の人口増加とそれに伴う就学児童数の増加により、1903年には大阪市第二西野田尋常小学校（現在の大阪市立野田小学校）を分離している。これに伴い当校は、従来の玉川尋常高等小学校から第一西野田尋常高等小学校へと改称している。
当時の校名の「西野田」は当時の地域一帯の地名に由来する。現在の大阪市の市域には、西成郡野田村（現在の福島区西部）・東成郡野田村（現在の都島区東野田付近）の2ヶ所の「野田村」があり、1897年の大阪市第一次市域拡張の際にいずれの野田村も大阪市北区に編入された。混同を避けるために旧西成郡野田村は「西成野田」「西野田」、旧東成郡野田村は「東成野田」「東野田」と区別したことに由来している。西野田の地名は、現在では町名としては消滅しているが、地域にある施設名称（大阪府立西野田工科高等学校など）にその名残をとどめている。
さらに1911年には大阪市第三西野田尋常小学校（現在の大阪市立吉野小学校）を分離している。
第一西野田（玉川）小学校の高等科は1927年以降女子児童のみを受け入れ、男子児童は第三西野田（吉野）小学校で受け入れる体制となった。この体制は1942年まで続いた。
1941年の国民学校令施行に伴い、大阪市内の各小学校では創立番号順の校名は廃止して地名などを取り入れた校名へと変更することになった。これにより、第一西野田小学校は大阪市玉川国民学校へ改称した。
また玉川・吉野の両国民学校の高等科を統合し、高等科を単独で設置する大阪市西野田国民学校が1942年4月6日に開校した。西野田国民学校は此花区江成町（現在の福島区吉野3丁目17番付近）・自動車教習所跡地を転用して設置された。しかし2年後の1944年には勤労動員の対象となり、授業はおこなわれなくなった。西野田国民学校は1945年6月1日の大阪大空襲で校舎を焼失し、1946年4月15日付で廃校となっている。西野田国民学校の跡地は、福島区民センター（大阪市立福島図書館・大阪市福島スポーツセンターを併設）・福島消防署・福島区役所（2007年10月までの旧庁舎）などとなっている。
1947年には学制改革により、大阪市立玉川小学校となった。1955年には福島区平松町（現在地・当時の住所表示）に分校を設置した。1958年には本校と分校の機能を入れ替え、1959年には現在地に完全移転・統合している。

### 年表
出典：
- 1874年8月 - 第三大学区内大阪府管内第三中学区西成郡第三区第六番小学校として創立。西成郡野田村・極楽寺（現在の福島区玉川4丁目）に校舎を置く。
- 1879年2月 - 西成郡公立玉川小学校に改称。
- 1882年2月 - 野田恵美須神社内に移転。
- 1887年6月 - 西成郡玉川尋常小学校に改称。
- 1897年4月 - 野田村が大阪市へ編入したことに伴い、大阪市玉川尋常小学校に改称。
- 1898年9月 - 北区西野田草開町（現在の福島区玉川3丁目付近）に独立校舎完成、移転。
- 1902年4月 - 高等科を併置。大阪市玉川尋常高等小学校と改称。
- 1903年6月 - 大阪市第一西野田尋常高等小学校に改称。大阪市第二西野田尋常小学校（現在の大阪市立野田小学校）を分離。
- 1907年4月 - 高等科を廃止。大阪市第一西野田尋常小学校に改称。
- 1911年5月25日 - 大阪市第三西野田尋常小学校（現在の大阪市立吉野小学校）を分離。
- 1916年7月 - 北区西野田亀甲南之町（現在の福島区玉川2丁目付近）に移転。
- 1925年4月 - 高等科を再設置。大阪市第一西野田尋常高等小学校に改称。
- 1934年9月21日 - 室戸台風で校舎被災。
- 1941年4月1日 - 国民学校令により、大阪市玉川国民学校に改称。
- 1942年4月6日 - 高等科を、新設の大阪市西野田国民学校に分離。
- 1944年9月 - 広島県沼隈郡松永町（現在の福山市）に集団疎開。
- 1947年4月1日 - 学制改革により、大阪市立玉川小学校に改称。
- 1955年8月 - 福島区平松町（現在地）に分校を設置。
- 1958年8月 - 従来の分校を本校にし、従来の本校を分校とする。
- 1959年3月 - 分校を廃止。現在地に完全統合。
- 1970年6月 - 社会科実験校の研究指定を受ける。
- 1980年11月 - 大阪市小学校体育研究指定校として、研究発表をおこなう。
- 1981年1月 - 全国体育優良校として表彰を受ける。
- 1991年4月 - 養護学級を設置。
- 2001年8月 - 校内安全対策事業実施。
- 2007年5月 - 「はぐくみネット」事業開始。
- 2020年11月 - 1人一台タブレット端末配備完了。

## 通学区域
- 大阪市福島区[2]
  - 玉川1-4丁目。

卒業生は大阪市立下福島中学校に進学する。

## 交通
- Osaka Metro千日前線 玉川駅 東へ約700m。
- JR東西線 新福島駅 西へ約500m。
- 大阪環状線 野田駅 東へ約800m。
- 京阪電鉄 中之島駅 東へ約850m。